# Şavşat
Şavşat est une ville (8 000 habitants) et un district (18 000 habitants) de la province d'Artvin dans la région de la mer Noire, au nord-est de la Turquie, entre Artvin et Kars, à la frontière de la Géorgie et de l'Adjarie.

## Géographie
Comme la plupart des districts d’Artvin, la région est vallonnée, entourée de hautes montagnes, de tous les côtés, dont le mont Karçkal (3 537 m.). La zone est arrosée par la rivière Çoruh des piscines, de nombreux ruisseaux de montagne, de nombreuses sources d'eau minérale, et le grand lac de Karagöl, apprécié des truites.
Le climat, à l’intérieur des terres, est froid, mais tempéré par la proximité de la mer Noire. À cette altitude, l’hiver dure, et il neige de novembre à avril. Les montagnes sont couvertes de forêts de pins, avec des feuillus à basse altitude.
Les terres agricoles sont réduites : 13 % du sol est planté (pommes de terre, arbres fruitiers (poires, pommes), 27 % sert de pâturage, 42 % est en forêt, 17 % relève de la haute montagne. Le tourisme (trekking) est une activité récente et prometteuse.

## Villages
Akdamla köyü • Arpalı • Aşağı koyunlu • Atalar • Balıklı • Cevizli •Ciritdüzü • Çağlapınar • Çağlıyan • Çamlıca • Çavdarlı • Çayağzı • Çermik • Çiftlik • Çoraklı (Gargilop) • Çukur • Dalkırmaz • Demirci • Demirkapı • Dereiçi (Dasamop) • Dutlu • Düzenli • Elmalı • Erikli • Eskikale • Hanli • Ilıca • Karaağaç • Karaköy • Kayabaşı • Kayadibi • Kirazlı • Kireçli • Kocabey • Köprülü • Köprüyaka • Kurudere • Küplüce • Maden • Meşeli • Meydancık-Diyoban • Obaköy • Otluca • Pınarlı • Savaş köy • Saylıca • Sebzeli • Susuz • Şalcı • Şenköy • Şenocak • Tepeköy • Tepebaşı • Üzümlü • Veliköy • Yağlı Köyü • Yamaçlı köyü • Yaşarköy • Yeşilce • Yoncalı • Yukarı koyunlu • Yavuz köyü • Ziyaret köyü

## Histoire
La région a été habitée par les Cimmériens et l'Urartu (royaume arménien) de 900 à 650 av. J.-C., puis les Romains, les Sassanides, les Arabes (646), les Romains d'Orient, les Selçuks (1068), les Ilkhanides (1256-1335) s'y sont succédé…
Ce fut ensuite une des principautés géorgiennes, dans la confédération du Royaume des Kartvèles, ou Tao-Klarjeti en géorgien. La Principauté de Chavchétie (en) comprenait les districts actuels de Şavşat, Borçka et Murgul en Turquie, et la Basse Machakhélie (en) en Adjarie (Géorgie).
L'Empire ottoman conquiert la région en 1547.
Après la guerre russo-turque de 1877-1878, Şavşat a été parmi les territoires cédés à l'Empire russe, mais retournés par la Russie soviétique à la nouvelle République de Turquie en 1921, par le Traité de Kars.

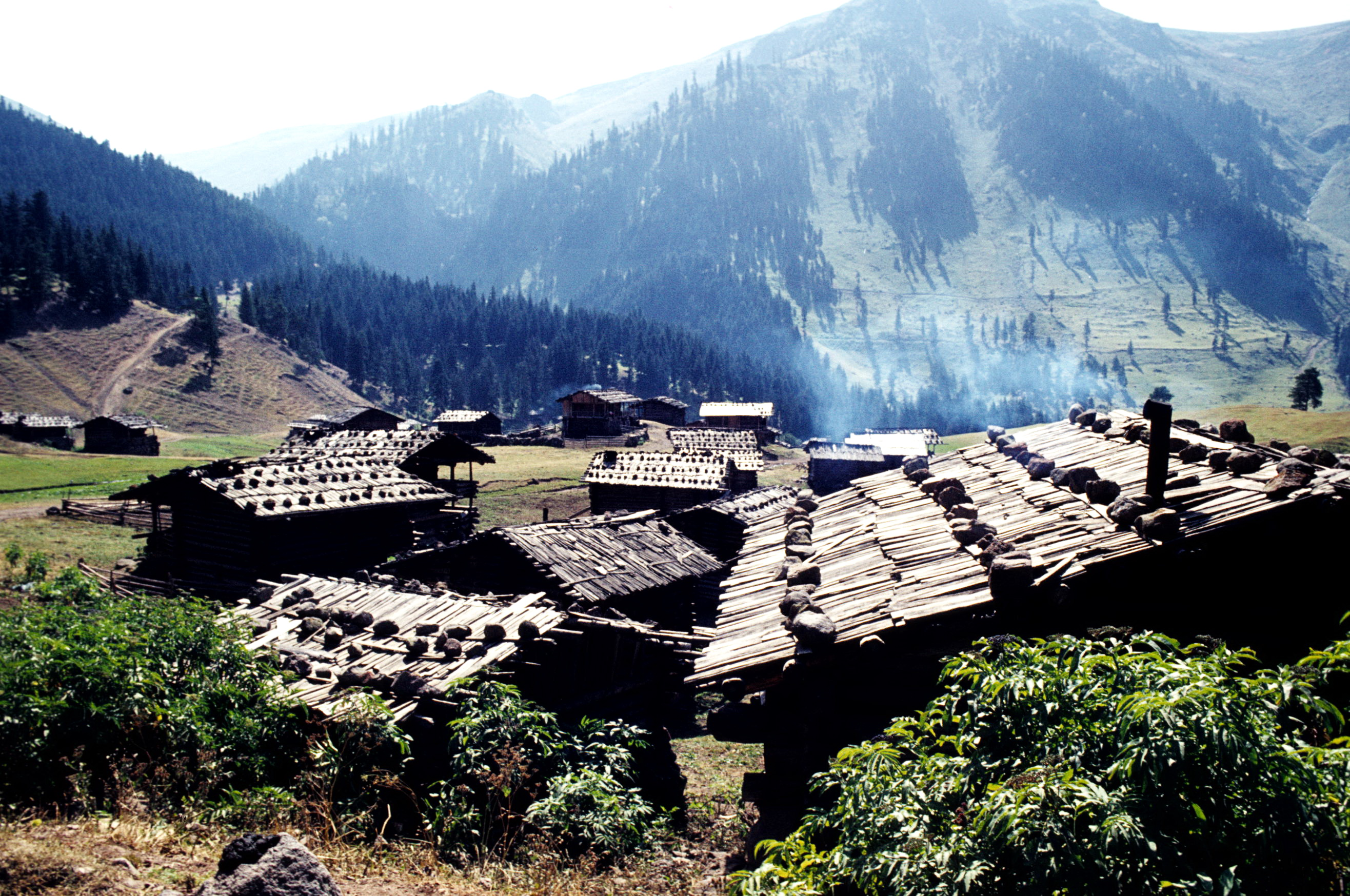
Alpage à Şavşat
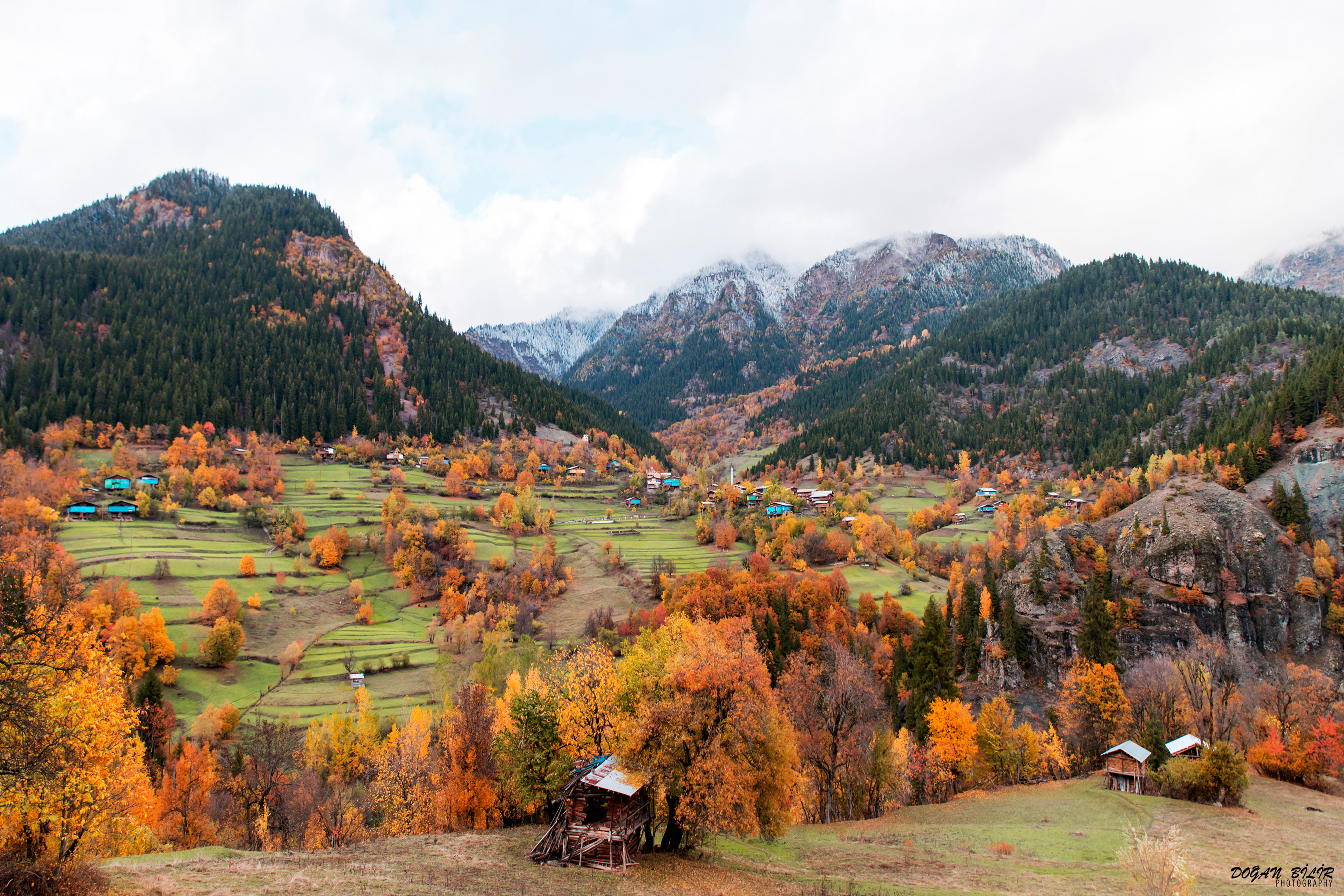
Campagne autour de Şavşat
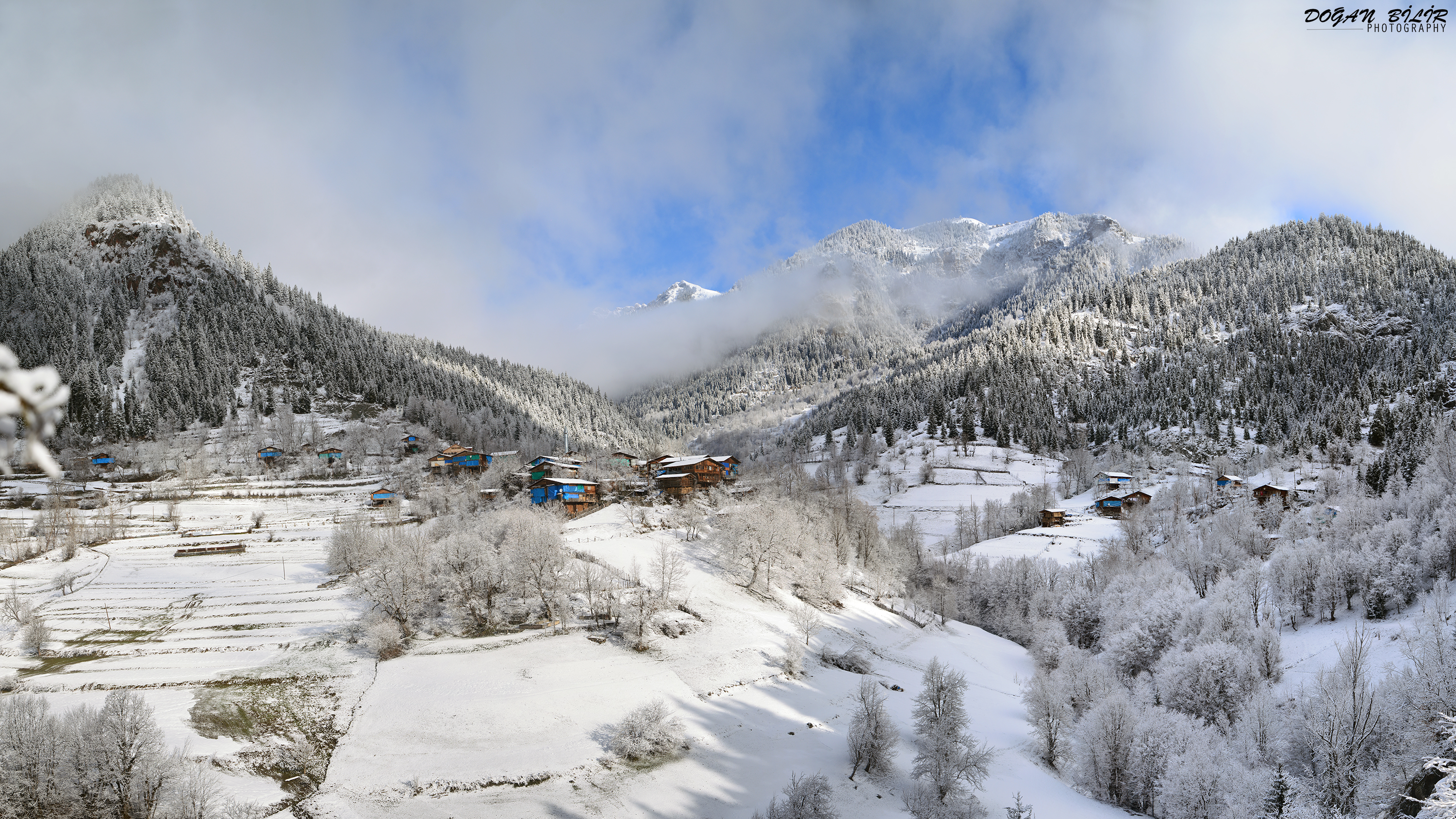
Temps hivernal
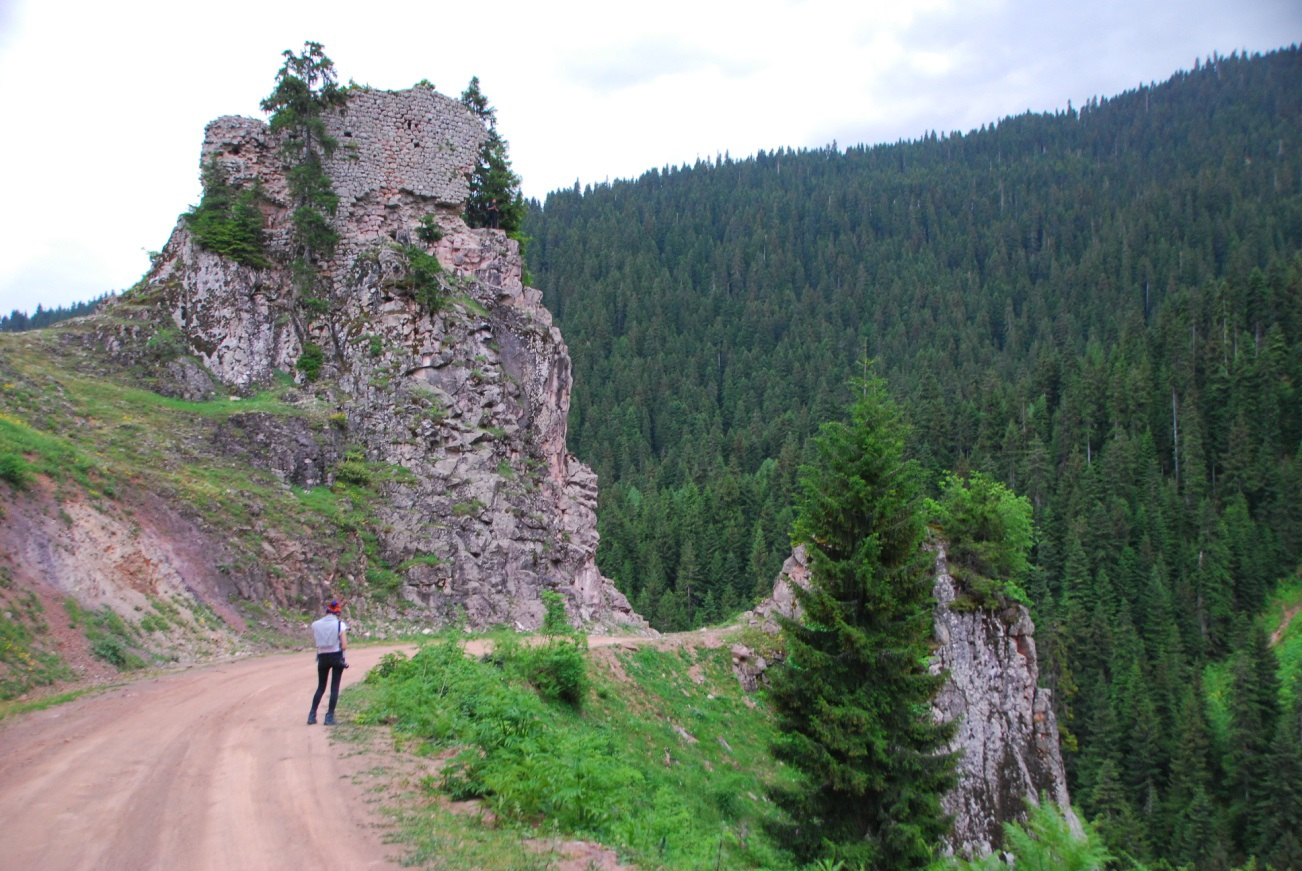
Forteresse ruinée
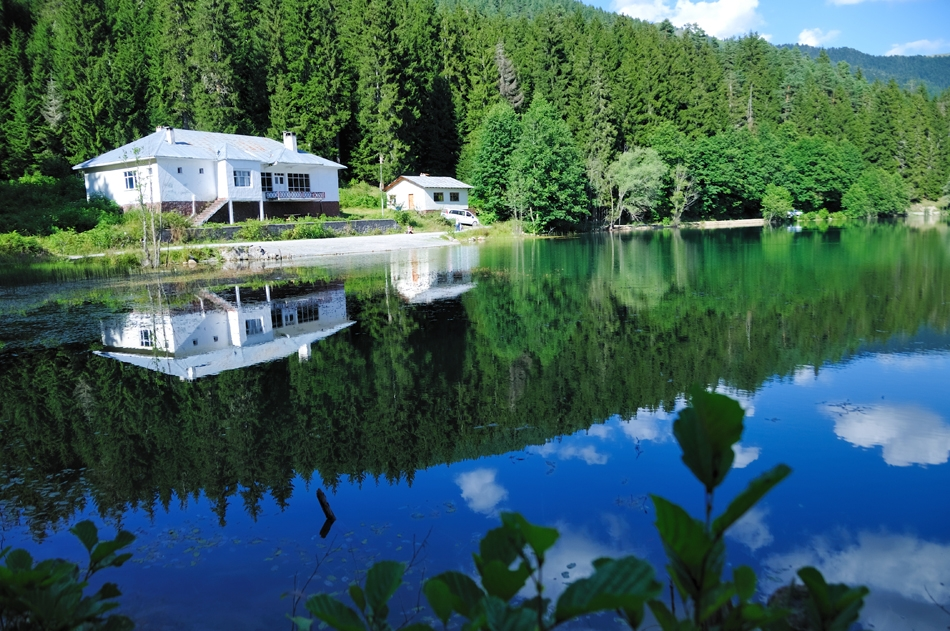
Karagöl

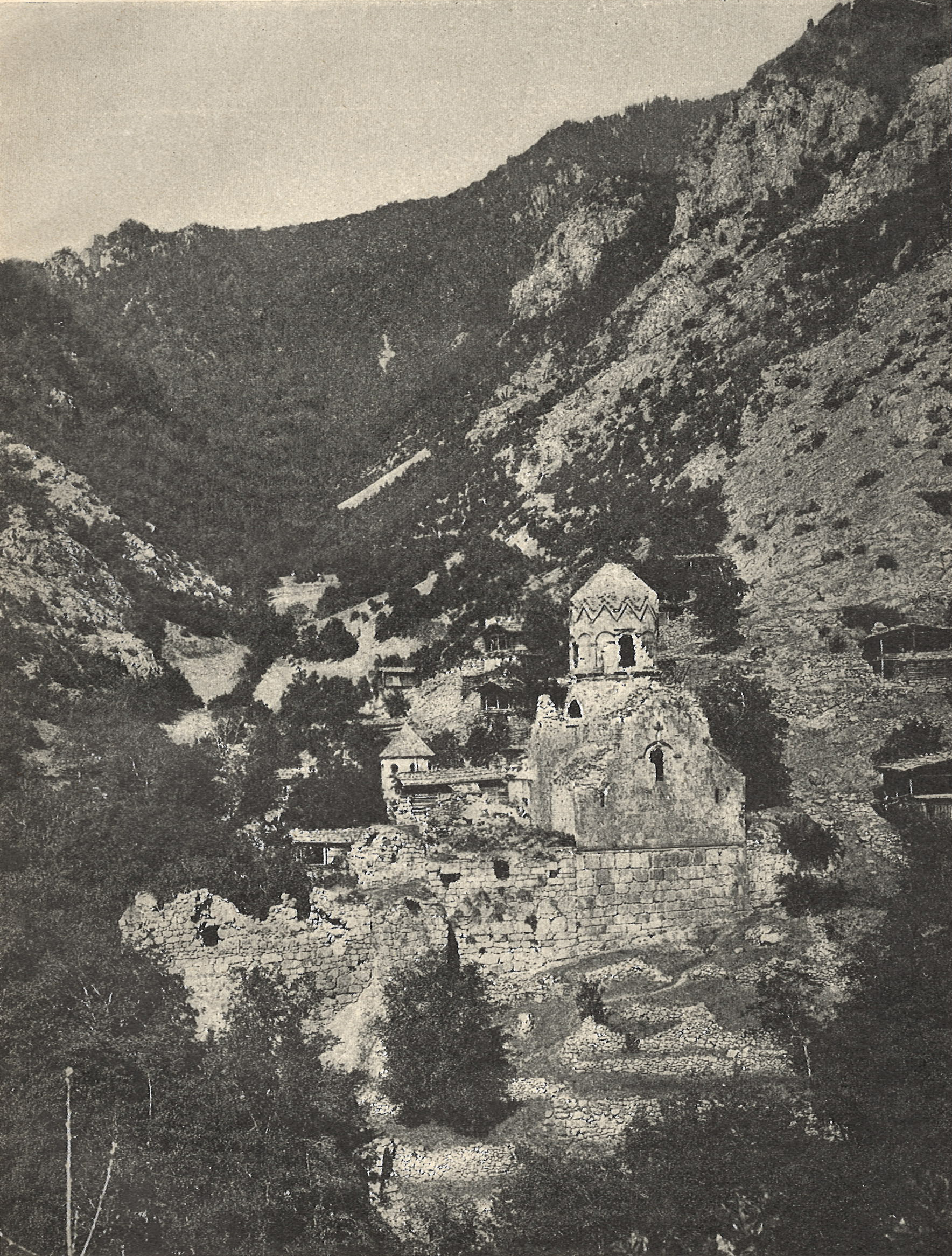
Porta, église géorgienne (1911)
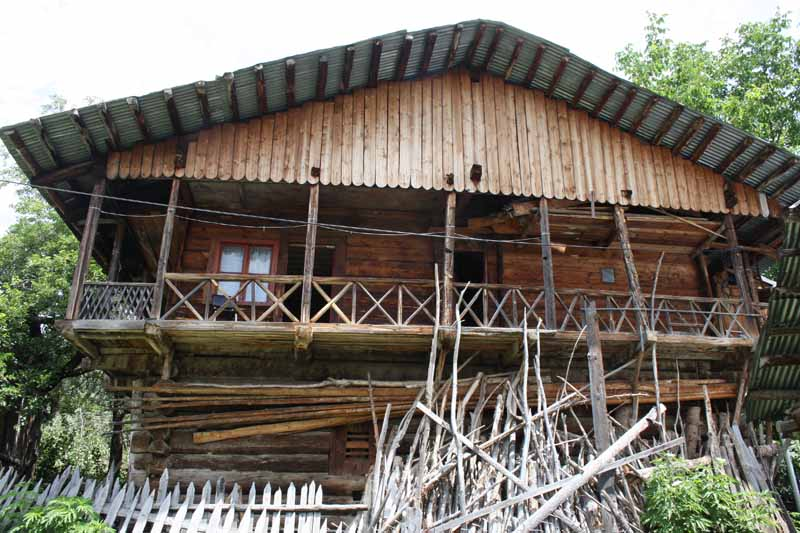
Maison traditionnelle
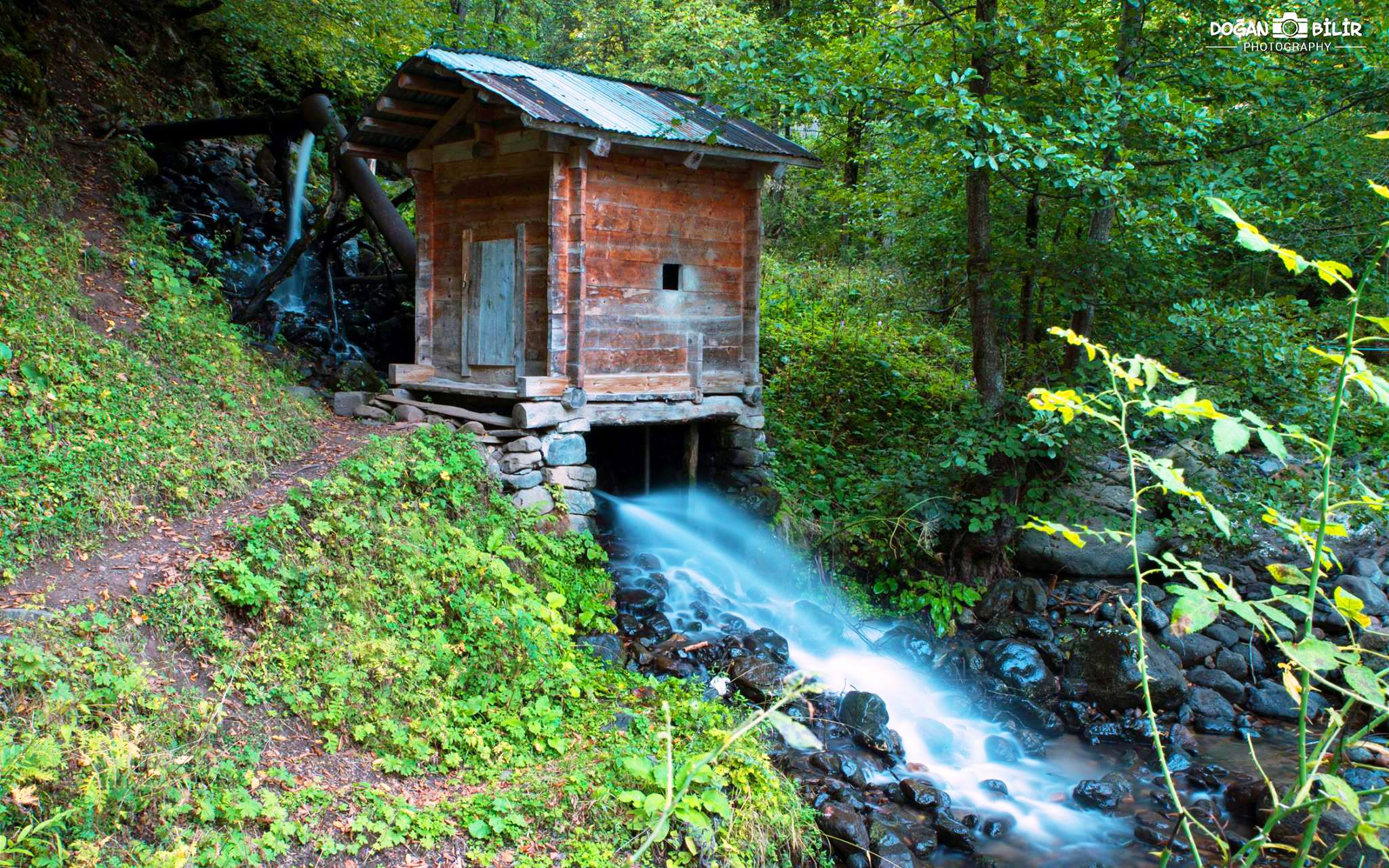
moulin
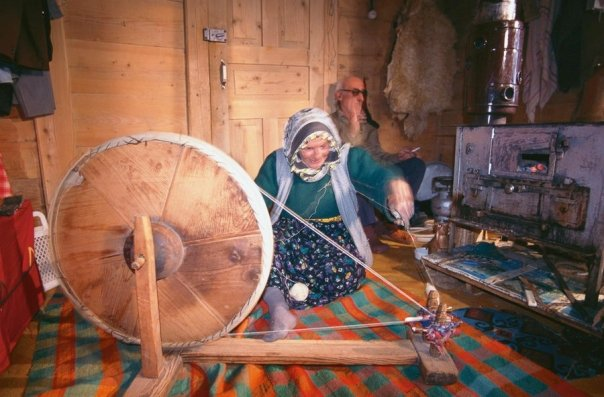
Artisanat à l'ancienne
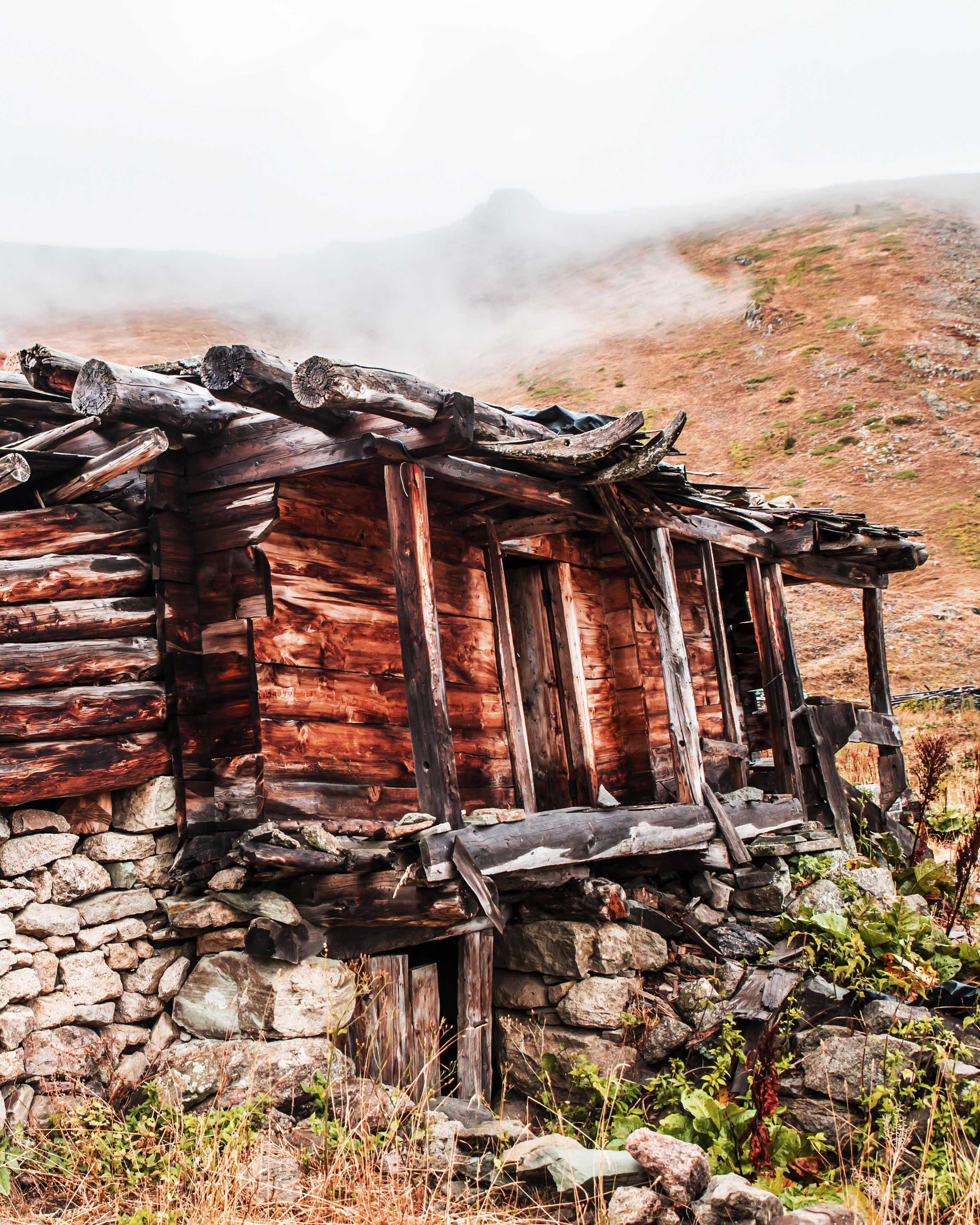
Chalet d'alpage